# Carga Anual Equivalente
La Carga Anual Equivalente (Mayormente conocido por las siglas CAE) es un índice que se utiliza  para comparar las alternativas de créditos ofrecidos por distintas entidades financieras bajo las mismas condiciones. 
La CAE se expresa en un porcentaje que revela el costo de un crédito en un período determinado, en cualquier plazo pactado, sin perjuicio de lo anterior la comparación será útil y comparable, si y solo si, se compara con un crédito del mismo monto y duración de la deuda. 
La CAE es equivalente a la tasa de interés nominal de un crédito, en la que va incorporada todos los gastos y costos asociados a éste, expresándola en un solo porcentaje que permite compararlo con otras empresas que ofrecen el mismo crédito.

## Regulación
La Ley 20.555 sobre Protección de los Derechos de los Consumidores establece en su Artículo 17 G:

Los proveedores deberán informar la carga anual equivalente en toda publicidad de operaciones de crédito en que se informe una cuota o tasa de interés de referencia y que se realice por cualquier medio masivo o individual. En todo caso, deberán otorgar a la publicidad de la carga anual un tratamiento similar a la de la cuota o tasa de interés de referencia, en cuanto a tipografía de la gráfica, extensión, ubicación, duración, dicción, repeticiones y nivel de audición.

Con todo, las cotizaciones no no no  podrán tener una vigencia menor a siete días hábiles a contar de su comunicación al público, según determine el reglamento de acuerdo a la naturaleza de cada contrato.

Asimismo, deberán informar en toda cotización de crédito todos los precios, tasas, cargos, comisiones, costos, tarifas, condiciones y vigencia de los productos ofrecidos conjuntamente. También deberán informar las comparaciones con esos mismos valores y condiciones en el caso de que se contraten separadamente. Esta información deberá tener un tratamiento similar a la de la cuota o tasa de interés de referencia, en cuanto a tipografía de la gráfica, extensión y ubicación.

## Ejemplo
Por ejemplo, si usted está pidiendo un crédito de $1 millón a 12 meses, será más barato el crédito que tenga una CAE de un 49% que aquel que tenga una de un 50%. Eso, siempre y cuando el monto y el plazo se mantengan iguales.